# Lekkoatletyka na Letnich Igrzyskach Olimpijskich 1976 – bieg na 200 m kobiet
Bieg na 200 metrów kobiet podczas XXI Letnich Igrzysk Olimpijskich w Montrealu rozegrano 26 (eliminacje i ćwierćfinały) i 28 lipca 1976 (półfinały i finał) na Stadionie Olimpijskim w Montrealu. Zwyciężczynią została reprezentantka Niemieckiej Republiki Demokratycznej Bärbel Eckert, która w finale ustanowiła rekord olimpijski z czasem 22,37 s.

## Rekordy

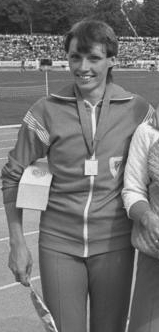
Bärbel Eckert

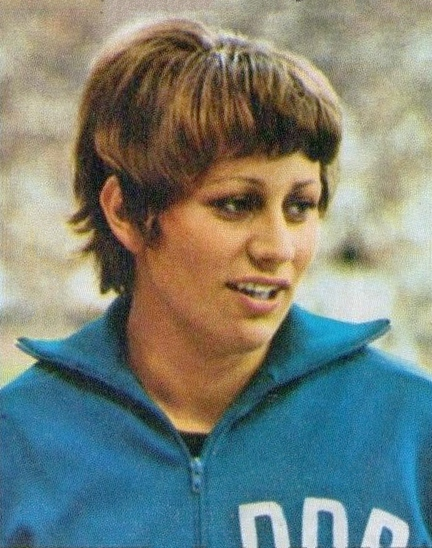
Renate Stecher

|                   | zawodniczka     | narodowość | czas  | data                 | miejsce   |
| ----------------- | --------------- | ---------- | ----- | -------------------- | --------- |
| Rekord świata     | Irena Szewińska | Polska     | 22,21 | 13 czerwca 1974(dts) | Poczdam   |
| Rekord olimpijski | Renate Stecher  | NRD        | 22,40 | 7 września 1972(dts) | Monachium |

## Wyniki
| Poz. - pozycja |
| – rekord świata \| – rekord krajowy \| – rekord życiowy \| = – wyrównany rekord życiowy \| · – najlepszy wynik w sezonie \| = – wyrównany najlepszy wynik w sezonie \| – rekord olimpijski |
| Fn – falstart \| DNF – nie ukończył \| DNS – nie wystartował \| DSQ – zdyskwalifikowany |

### Eliminacje
Rozegrano sześć biegów eliminacyjnych. Do ćwierćfinałów awansowało po pięć najlepszych zawodniczek z każdego biegu oraz dwie z najlepszymi czasami spośród pozostałych.

#### Bieg 1
| Poz. | Zawodniczka           | Narodowość        | Rezultat | Uwagi |
| ---- | --------------------- | ----------------- | -------- | ----- |
| 1    | Chandra Cheeseborough | Stany Zjednoczone | 23,17    | Q     |
| 2    | Denise Robertson      | Australia         | 23,23    | Q     |
| 3    | Rosie Allwood         | Jamajka           | 23,34    | Q     |
| 4    | Marjorie Bailey       | Kanada            | 23,36    | Q     |
| 5    | Annegret Kroniger     | RFN               | 23,43    | Q     |
| 6    | Beverley Goddard      | Wielka Brytania   | 23,64    | q     |
| –    | Isabel Taylor         | Kuba              | DNS      |       |

#### Bieg 2
| Poz. | Zawodniczka          | Narodowość        | Rezultat | Uwagi |
| ---- | -------------------- | ----------------- | -------- | ----- |
| 1    | Bärbel Eckert        | NRD               | 23,78    | Q     |
| 2    | Sue Jowett           | Nowa Zelandia     | 24,12    | Q     |
| 3    | Joanne McTaggart     | Kanada            | 24,35    | Q     |
| 4    | Freida Nicholls-Davy | Barbados          | 24,45    | Q     |
| –    | Linda Haglund        | Szwecja           | DNS      |       |
| –    | Brenda Morehead      | Stany Zjednoczone | DNS      |       |
| –    | Carmen Valdés        | Kuba              | DNS      |       |

#### Bieg 3
| Poz. | Zawodniczka          | Narodowość | Rezultat | Uwagi |
| ---- | -------------------- | ---------- | -------- | ----- |
| 1    | Raelene Boyle        | Australia  | 23,12    | Q     |
| 2    | Nadieżda Biesfamilna | ZSRR       | 23,39    | Q     |
| 3    | Annegret Richter     | RFN        | 23,47    | Q     |
| 4    | Chantal Réga         | Francja    | 23,54    | Q     |
| 5    | Silvia Schinzel      | Austria    | 23,74    | Q     |
| 6    | Silvina Pereira      | Brazylia   | 24,00    |       |
| 7    | Carolina Rieuwpassa  | Indonezja  | 24,86    |       |

#### Bieg 4
| Poz. | Zawodniczka          | Narodowość        | Rezultat | Uwagi |
| ---- | -------------------- | ----------------- | -------- | ----- |
| 1    | Debra Armstrong      | Stany Zjednoczone | 23,18    | Q     |
| 2    | Catherine Delachanal | Francja           | 23,38    | Q     |
| 3    | Inge Helten          | RFN               | 23,40    | Q     |
| 4    | Ludmiła Masłakowa    | ZSRR              | 23,51    | Q     |
| 5    | Lea Alaerts          | Belgia            | 23,53    | Q     |
| 6    | Helen Golden         | Wielka Brytania   | 23,77    | q     |
| 7    | Helen Ritter         | Liechtenstein     | 26,15    |       |
| 8    | Marie-Louise Pierre  | Haiti             | 28,19    |       |

#### Bieg 5
| Poz. | Zawodniczka          | Narodowość      | Rezultat | Uwagi |
| ---- | -------------------- | --------------- | -------- | ----- |
| 1    | Carla Bodendorf      | NRD             | 22,98    | Q     |
| 2    | Jacqueline Pusey     | Jamajka         | 23,56    | Q     |
| 3    | Debbie Wells         | Australia       | 23,78    | Q     |
| 4    | Ildikó Erdélyi       | Węgry           | 24,35    | Q     |
| 5    | Mona-Lisa Pursiainen | Finlandia       | 23,52    | Q     |
| –    | Rita Bottiglieri     | Włochy          | DNS      |       |
| –    | Sonia Lannaman       | Wielka Brytania | DNS      |       |

#### Bieg 6
| Poz. | Zawodniczka         | Narodowość | Rezultat | Uwagi |
| ---- | ------------------- | ---------- | -------- | ----- |
| 1    | Renate Stecher      | NRD        | 22,75    | Q     |
| 2    | Tetiana Proroczenko | ZSRR       | 23,21    | Q     |
| 3    | Patty Loverock      | Kanada     | 23,34    | Q     |
| 4    | Lilana Panajotowa   | Bułgaria   | 23,49    | Q     |
| 5    | Carol Cummings      | Jamajka    | 23,50    | Q     |
| 6    | Divina Estrella     | Dominikana | 24,95    |       |
| –    | Fulgencia Romay     | Kuba       | DNS      |       |

### Ćwierćfinały
Rozegrano cztery biegi ćwierćfinałowe. Do półfinałów awansowały po cztery najlepsze zawodniczki z każdego biegu.

#### Bieg 1
| Poz. | Zawodniczka          | Narodowość        | Rezultat | Uwagi |
| ---- | -------------------- | ----------------- | -------- | ----- |
| 1    | Carla Bodendorf      | NRD               | 23,20    | Q     |
| 2    | Debra Armstrong      | Stany Zjednoczone | 23,20    | Q     |
| 3    | Annegret Richter     | RFN               | 22,35    | Q     |
| 4    | Nadieżda Biesfamilna | ZSRR              | 23,48    | Q     |
| 5    | Debbie Wells         | Australia         | 23,65    |       |
| 6    | Lea Alaerts          | Belgia            | 23,80    |       |
| 7    | Lilana Panajotowa    | Bułgaria          | 23,87    |       |
| 8    | Sue Jowett           | Nowa Zelandia     | 24,23    |       |

#### Bieg 2
| Poz. | Zawodniczka          | Narodowość      | Rezultat | Uwagi |
| ---- | -------------------- | --------------- | -------- | ----- |
| 1    | Raelene Boyle        | Australia       | 22,97    | Q     |
| 2    | Inge Helten          | RFN             | 23,09    | Q     |
| 3    | Tetiana Proroczenko  | ZSRR            | 23,11    | Q     |
| 4    | Chantal Réga         | Francja         | 23,33    | Q     |
| 5    | Rosie Allwood        | Jamajka         | 23,40    |       |
| 6    | Beverley Goddard     | Wielka Brytania | 23,74    |       |
| 7    | Mona-Lisa Pursiainen | Finlandia       | 24,10    |       |
| 8    | Joanne McTaggart     | Kanada          | 24,47    |       |

#### Bieg 3
| Poz. | Zawodniczka           | Narodowość        | Rezultat | Uwagi |
| ---- | --------------------- | ----------------- | -------- | ----- |
| 1    | Renate Stecher        | NRD               | 23,04    | Q     |
| 2    | Chandra Cheeseborough | Stany Zjednoczone | 23,19    | Q     |
| 3    | Marjorie Bailey       | Kanada            | 23,24    | Q     |
| 4    | Jacqueline Pusey      | Jamajka           | 23,42    | Q     |
| 5    | Catherine Delachanal  | Francja           | 23,65    |       |
| 6    | Silvia Schinzel       | Austria           | 23,95    |       |
| –    | Annegret Kroniger     | RFN               | DNS      |       |

#### Bieg 4
| Poz. | Zawodniczka          | Narodowość      | Rezultat | Uwagi |
| ---- | -------------------- | --------------- | -------- | ----- |
| 1    | Bärbel Eckert        | NRD             | 22,85    | Q     |
| 2    | Patty Loverock       | Kanada          | 23,03    | Q,    |
| 3    | Denise Robertson     | Australia       | 23,12    | Q     |
| 4    | Carol Cummings       | Jamajka         | 23,45    | Q     |
| 5    | Ludmiła Masłakowa    | ZSRR            | 23,63    |       |
| 6    | Helen Golden         | Wielka Brytania | 23,94    |       |
| 7    | Freida Nicholls-Davy | Barbados        | 24,27    |       |
| –    | Ildikó Erdélyi       | Węgry           | DNS      |       |

### Półfinały
Rozegrano dwa biegi półfinałowe. Do finału awansowały po cztery najlepsze zawodniczki z każdego biegu.

#### Bieg 1
| Poz. | Zawodniczka         | Narodowość        | Rezultat | Uwagi |
| ---- | ------------------- | ----------------- | -------- | ----- |
| 1    | Renate Stecher      | NRD               | 22,68    | Q     |
| 2    | Carla Bodendorf     | NRD               | 22,84    | Q     |
| 3    | Inge Helten         | RFN               | 22,97    | Q     |
| 4    | Tetiana Proroczenko | ZSRR              | 23,03    | Q     |
| 5    | Marjorie Bailey     | Kanada            | 23,06    |       |
| 6    | Debra Armstrong     | Stany Zjednoczone | 23,16    |       |
| 7    | Carol Cummings      | Jamajka           | 23,41    |       |
| –    | Raelene Boyle       | Australia         | DSQ      |       |

#### Bieg 2
| Poz. | Zawodniczka           | Narodowość        | Rezultat | Uwagi |
| ---- | --------------------- | ----------------- | -------- | ----- |
| 1    | Bärbel Eckert         | NRD               | 22,71    | Q     |
| 2    | Inge Helten           | RFN               | 22,90    | Q     |
| 3    | Denise Robertson      | Australia         | 22,91    | Q     |
| 4    | Chantal Réga          | Francja           | 23,00    | Q     |
| 5    | Patty Loverock        | Kanada            | 23,09    |       |
| 6    | Chandra Cheeseborough | Stany Zjednoczone | 23,20    |       |
| 7    | Jacqueline Pusey      | Jamajka           | 23,31    |       |
| 8    | Nadieżda Biesfamilna  | ZSRR              | 23,38    |       |

### Finał
| Poz. | Zawodniczka         | Narodowość | Rezultat | Uwagi |
| ---- | ------------------- | ---------- | -------- | ----- |
| 1    | Bärbel Eckert       | NRD        | 22,37    | [ 1 ] |
| 2    | Annegret Richter    | RFN        | 22,39    | [ 4 ] |
| 3    | Renate Stecher      | NRD        | 22,47    |       |
| 4    | Carla Bodendorf     | NRD        | 22,64    |       |
| 5    | Inge Helten         | RFN        | 23,68    |       |
| 6    | Tetiana Proroczenko | ZSRR       | 23,03    |       |
| 7    | Denise Robertson    | Australia  | 23,05    |       |
| 8    | Chantal Réga        | Francja    | 23,09    |       |